# 襄王 (斉)
襄王（じょうおう）は、中国の戦国時代の斉の君主。姓は嬀、氏は田、諱は法章。湣王の子。

## 生涯
湣王40年（紀元前284年）、湣王が淖歯に殺害されると、法章は姓名を変えて莒県の太史敫の家の雇い人になった。太史敫の娘（君王后）は法章の顔を見て、普通の人ではないと思い、衣食の世話をして、男女の仲となった。淖歯が莒県を去ると、莒県の人と斉の亡臣たちは湣王の子を探し求め、法章を立てようとした。法章は殺されるのを恐れて躊躇していたが、意を決して「わたしは湣王の子である」と名乗り出た。このため莒県の人は法章を斉の王に擁立した。これが襄王であった。
襄王5年（紀元前279年）、田単が即墨で燕を撃破し、襄王を臨淄に迎え入れ、斉の旧領をすべて回復した。
襄王14年（紀元前270年）、秦に剛寿を攻撃された。
襄王19年（紀元前265年）、死去した。在位19年。